# Шарлота фон Брауншвайг-Люнебург
Шарлота Кристина София фон Брауншвайг-Люнебург (на немски: Charlotte Christine von Braunschweig-Wolfenbüttel; на руски: Шарлотта Кристина София Брауншвейг-Вольфенбюттельская;  29 август 1694;  2 ноември 1715) е германска принцеса от род Велфи от Княжество Брауншвайг-Волфенбютел и съпруга на царевич Алексей Петрович, син и наследник на руския император Петър Велики.

## Биография
Шарлота е родена на 29 август 1694 г. в Брауншвайг, Германия. Тя е дъщеря на херцог Лудвиг Рудолф фон Брауншвайг-Волфенбютел (1671 – 1735) и съпругата му принцеса Кристина Луиза фон Йотинген-Йотинген (1671 – 1747).
На 25 октомври 1711 г. в Торгау, Германия, Шарлота София се омъжва за царевич Алексей Петрович. Въпреки че се омъжва за наследника на руския престол, на Шарлота ѝ е позволено да запази лутеранската си религия, но при условие, че децата ѝ от брака с Алексей ще бъдат покръстени по православен обред. Шарлота София ражда на Алексей една дъщеря и един син, който по-късно се качва на руския престол като император Петър II.
Шарлота умира на 2 ноември 1715 г. при раждането на сина си. Според една легенда, която се ражда по-късно след смъртта ѝ, Шарлота не починала през 1715 г., а е отплавала за Северна Америка и по-късно се е установила на о-в Мавриций. Тази история е претворена в новела и либрето.

## Деца
- Наталия (1714 – 1728), велика княгиня
- Петър II (1715 – 1730), цар на Русия